# Список керівників держав 220 року
Список керівників держав 220 року — це перелік правителів країн світу 220 року
Список керівників держав 219 року — 220 рік — Список керівників держав 221 року — Список керівників держав за роками

## Європа
- Боспорська держава — цар Ріскупорід III (210-228)
- Ірландія — верховний король Лугайд мак Кон (195-225)
- Римська імперія
  - імператор Геліогабал (218-222)
    - консул Геліогабал (220)
    - консул Публій Валерій Комазон Евтіхіан (220)

## Азія
- Близький Схід
  - Велика Вірменія — цар Трдат II (217-252)
  - Осроена — цар Ману IX (216-242)
- Диньяваді (династія Сур'я) — раджа Сур'я Дипаті (198-245)
- Іберійське царство — цар Ваче (216-234)
- Індія
  - Західні Кшатрапи — махакшатрап Рудрасана I (200-222)
  - Кушанська імперія — великий імператор Васудева I (184-220)
  - Царство Сатаваханів — магараджа Пулумаві II Сатавахана (216-224)
  - Держава Чера — Янаікат-сей Мантаран Черал (201-241)
- Китай
  - Династія Хань — імператор Лю Се (Сянь-ді) (189-220), фактично правив регент Цао Цао (197-220)
  - Династія Вей — імператор Цао Пі (220-226)
    - шаньюй південних хунну Лю Бао (215—260)
    - володар держави сяньбі Будугень (210—233)
- Корея
  - Кая (племінний союз) — ван Кодин (199-259)
  - Когурьо — тхеван (король) Сансан (197-227)
  - Пекче — король Кусу (214-234)
  - Сілла — ісагим (король) Нехе (196-230)
- Паган — король П'юсоті (167-242)
- Персія
  - Парфія — шах Вологез V (208-223) вів боротьбу за владу зі своїм братом шахом Артабаном V (216-224)
- Сипау (Онг Паун) — Пау Ай П'яу (207-237)
- плем'я табгачів — вождь Тоба Лівей (219-277)
- Японія — імператриця Дзінґу (201-269)
- Ліньї — Шрі Мара (192—220), Фам Хунг (220—284)

## Африка
- Царство Куш — цар Аріесбехе (209-228)